# دکمه پخش یوتیوب

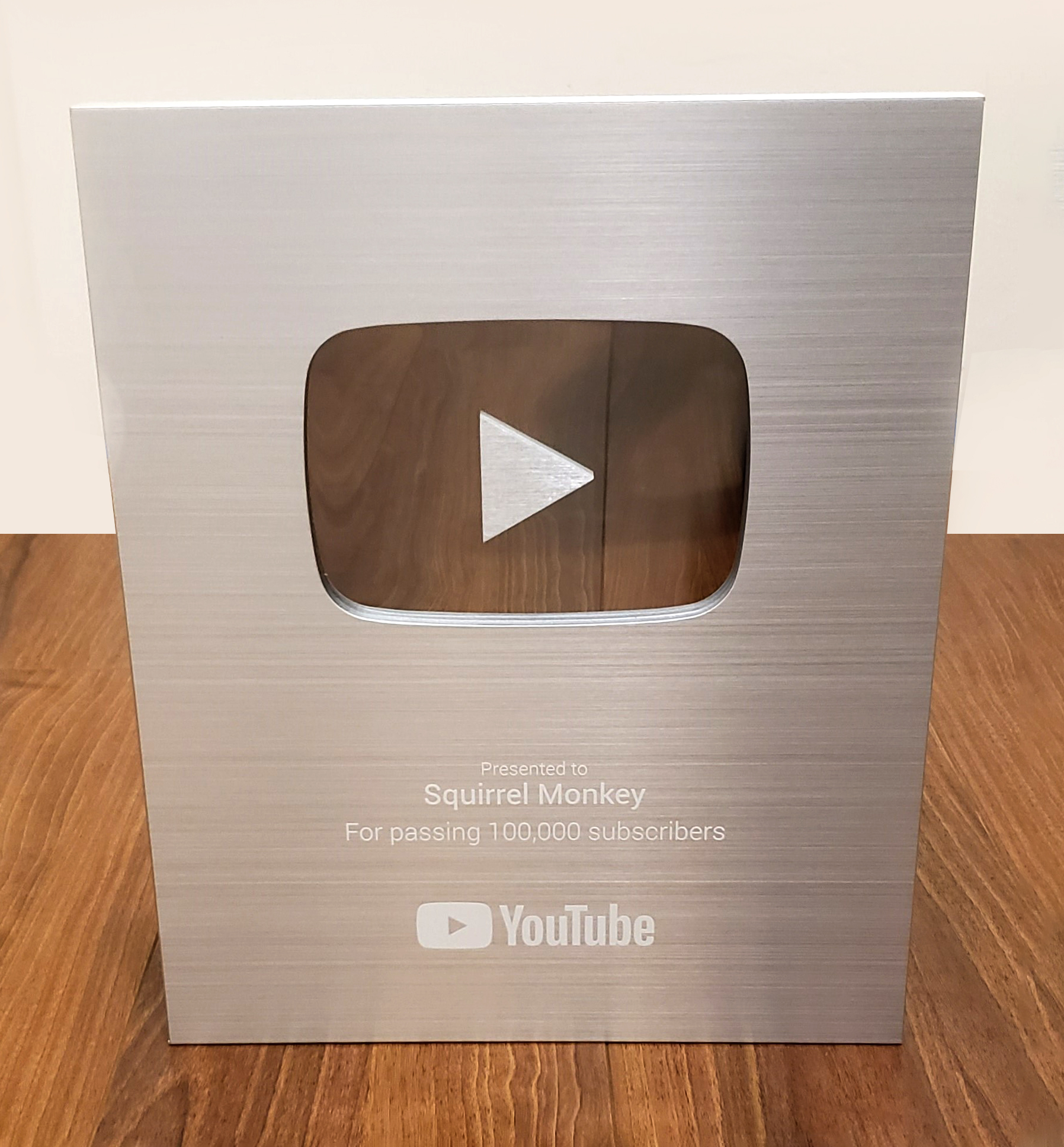
دکمه پخش یوتیوب

جایزهٔ تولیدکنندگان محتوای یوتیوب یا YouTube Creator Rewards که عموماً با نام دکمهٔ پخش یوتیوب (به انگلیسی: YouTube Play Button) شناخته می‌شود، جایزه‌ای است که توسط وبسایت یوتیوب به محبوبترین کانال‌های این وبسایت اهدا می‌شود. این جایزه بر اساس تعداد مشترکان یک کانال اهدا می‌گردد.
پنج سطح مختلف از این جوایز وجود دارد:
۱ .دکمه پخش الماس قرمز یوتیوب که به کانال های با ۱۰۰ میلیون مشترک داده می شود
۲ .دکمه پخش سفارشی یوتیوب که به کانال های ۵۰ میلیون مشترک داده می شود
۳ .دکمه پخش الماس یوتیوب که به کانال های با ۱۰ میلیون مشترک داده می شود
۴ .دکمه پخش طلایی یوتیوب که به کانال های با ۱ میلیون مشترک داده می شود
۵ .دکمه پخش نقره ای یوتیوب که به کانال های با ۱۰۰ هزار مشترک داده می شود